# 阿富准铁路
阿富准铁路位于新疆维吾尔自治区，全长419公里，等级为国铁II级，途径阿勒泰地区、伊犁州及昌吉州。富蕴-准东段264公里2019年12月30日开通，阿勒泰至富蕴段148公里2020年12月6日开通运营，北疆铁路环线全线贯通。本线与北疆线、奎北线、乌准线和一齐构成位于北疆的环准噶尔盆地铁路网。

## 建造
本线由中铁第一勘察设计院设计，总投资95亿元；中國交通建設集团第二公路工程局、中国通号工程局、中铁一局、中铁十局、中铁二十一局施工。线路的功能为货运为主、兼顾客运。
全线于2016年8月正式动工；2019年10月23日，富蕴-准东段完成铺轨任务。在经过卡山保护区的132公里区间内，施工方设置了5个蹄类动物专用通道。线路共铺轨410.856公里，站线铺轨37.404公里，底砟摊铺30万方，道岔铺设93组，桥梁制架设962孔，道砟摊铺91万方。

## 运营
本线开通后，北疆环线旅游列车将延长至阿勒泰地区，使更多游客能接触到阿勒泰地区绮丽的景色。
本线在开通初期将主要承担矿产的货运业务，而客运业务则由主要由奎北铁路承担。

## 线路走向
本线西起北阿铁路终点阿勒泰站，下穿奎阿高速公路，跨越克兰河后转向东南，沿阿尔泰山南麓向东跨越喀拉塑克水库，后折向东南跨越额尔齐斯河至富蕴县城南工业园设富蕴站，至此一共153公里；富蕴至准东段长274公里，自富蕴站出站后折向南绕开富蕴机场，跨乌伦古河经恰库尔图，沿216国道穿卡拉麦里山有蹄类野生动物自然保护区南下，至准东北站北端接入乌准铁路，最终里程为427公里；全线共分布车站28处。

### 车站
全线28个车站，初期开放12个。
| 名称       | 位置             | 位置                 | 位置                 | 等级   | 连接线路 |
| ---------- | ---------------- | -------------------- | -------------------- | ------ | -------- |
| 阿勒泰站   | 新疆维吾尔自治区 | 阿勒泰地区           | 阿勒泰市             | 二等站 | 奎阿铁路 |
| 喀木斯特   | 新疆维吾尔自治区 | 阿勒泰地区           |                      |        |          |
| 喀腊塑克站 | 新疆维吾尔自治区 | 阿勒泰地区           | 福海县               |        |          |
| 富蕴站     | 新疆维吾尔自治区 | 伊犁哈萨克自治州     | 富蕴县               |        |          |
| 喀拉通克   | 新疆维吾尔自治区 | 伊犁哈萨克自治州     | 富蕴县               |        |          |
| 恰库尔图   | 新疆维吾尔自治区 | 伊犁哈萨克自治州     | 富蕴县               |        |          |
| 吐尔洪     | 新疆维吾尔自治区 | 伊犁哈萨克自治州     | 富蕴县               | 五等站 |          |
| 喀谷       | 新疆维吾尔自治区 |                      |                      |        |          |
| 阔镇       | 新疆维吾尔自治区 |                      |                      | 五等站 |          |
| 喀拉哲腊   | 新疆维吾尔自治区 |                      |                      | 五等站 |          |
| 卡山       | 新疆维吾尔自治区 | 卡拉麦里山自然保护区 | 卡拉麦里山自然保护区 | 五等站 |          |
| 桑德       | 新疆维吾尔自治区 |                      |                      | 五等站 |          |
| 五彩城     | 新疆维吾尔自治区 | 昌吉回族自治州       | 吉木萨尔县           | 五等站 |          |
| 准东北     | 新疆维吾尔自治区 | 昌吉回族自治州       | 阜康市               |        |          |
| 准东站     | 新疆维吾尔自治区 | 昌吉回族自治州       | 阜康市               |        | 烏準鐵路 |

### 桥隧
| 名称                | 长度（米） | 备注                                                        |
| ------------------- | ---------- | ----------------------------------------------------------- |
| 1号主动物通道特大桥 | 2642.22    |                                                             |
| G216立交2号特大桥   | 1033.82    |                                                             |
| 喀腊塑克水库特大桥  | 981.49     | 于2016年8月开工，2019年10月16日完工。采用斜拉索和混凝土梁。 |
| 索尔苏隧道          | 4333延米   | 2016年5月21日开工建设，2019年9月27日贯通，埋深1.75m。       |

## 影响
早在2011年，奎北铁路启用客运后，北疆环线旅游列车就开通了，并带动了当地的旅游业发展；在本线开通后，北疆环线列车将延伸到阿勒泰地区，使阿勒泰丰富的旅游资源得到开发。
阿勒泰地区是中国大陆的矿产资源集中区之一，有着丰富且出名的矿产资源，如有色金属、黑金属、贵金属和宝石。本线开通后，这些资源将得到开发，阿勒泰的矿业规模也将迅速扩大。